# کوژینتسه
کوژینتسه (به صربی: Kožince) یک منطقهٔ مسکونی در صربستان است که در پروکوپلیه واقع شده‌است. کوژینتسه ۱۰۵ نفر جمعیت دارد.